# Burg Zug
Die Burg Zug ist eine Burg in der gleichnamigen Stadt Zug im Kanton Zug (Schweiz). Sie befindet sich in der neueren Altstadt von Zug und liegt somit innerhalb der zweiten Stadtmauer.

## Geschichte
Die Anfänge der Burg reichen etwa ins 11. Jahrhundert zurück. Damals, noch Siedlung Zug genannt, wurde eine ältere Anlage aus Holz durch eine Ringmauer aus Stein ersetzt, die im 12. Jahrhundert zerstört wurde. Beim Wiederaufbau wurden der heute noch bestehende Turm und eine neue Ringmauer errichtet.
Erbaut wurde der Hof Zug im 11. Jahrhundert durch Ministeriale der Grafen von Lenzburg. Im 13. Jahrhundert gelangte der Hof (Curtis) an die Grafen von Kyburg, Gründer der Stadt Zug, welche ihn zu einer Burg mit dem heute noch bestehenden Turm umbauten. Nach dem Aussterben der Kyburger gelang es den Grafen von Habsburg 1273, alle Rechte der Burg an sich zu bringen.
Am 14. November 1315 sammelte Herzog Leopold in Zug sein Heer vor der Schlacht am Morgarten bei der Burg, wo er seine letzte Nacht verbrachte. Nach dem Beitritt Zugs zur Eidgenossenschaft 1352 ging die Burg in Privatbesitz über und diente in den folgenden Jahrhunderten Zuger Familien als repräsentativer Wohnsitz.

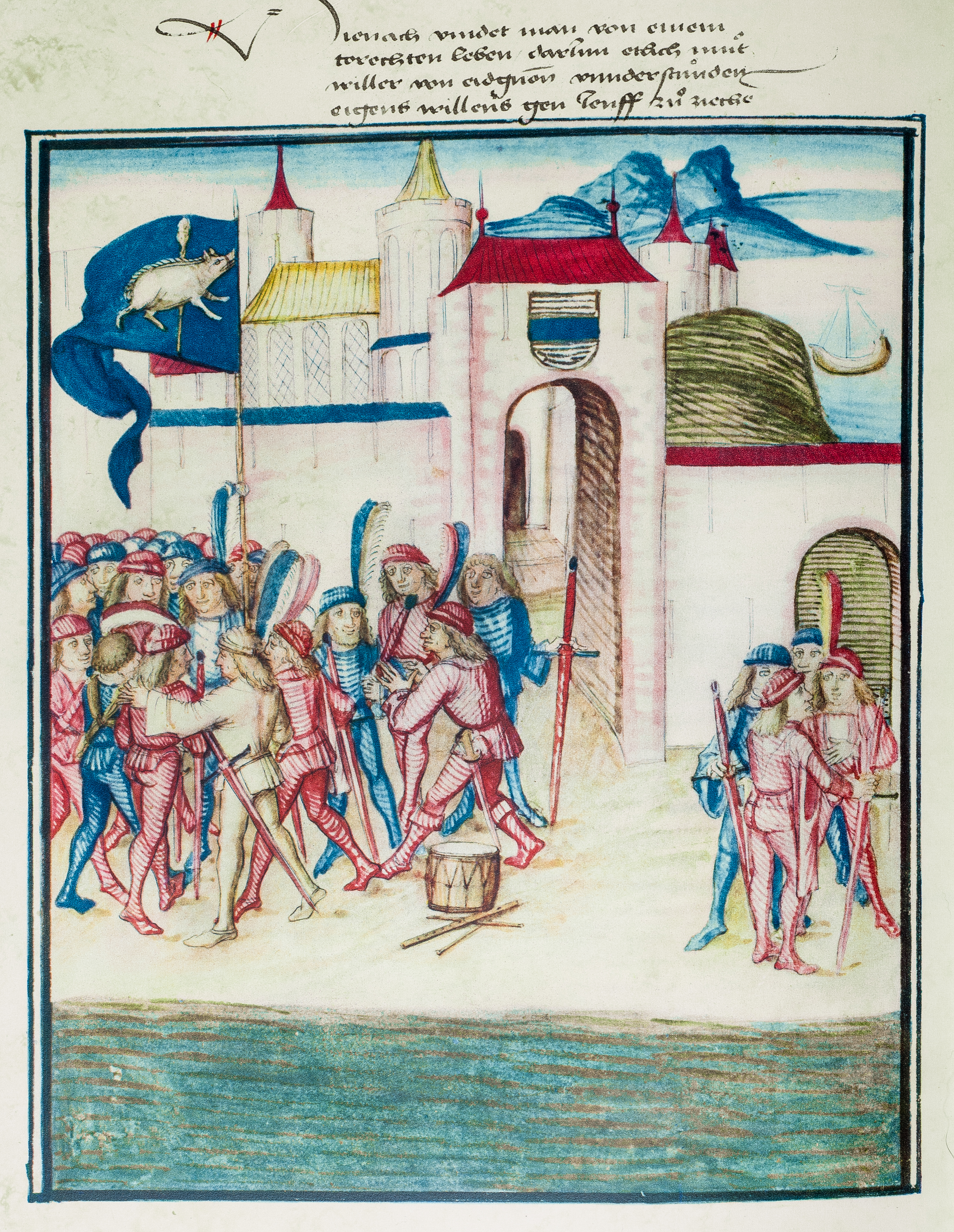
Saubannerzug (Bernerchronik des Diebold Schilling von 1483)

Die Brüder vom torrechten Leben sammelten sich nach der Rückkehr von der Schlacht bei Nancy in Zug unter dem blauen Banner mit Kolben und Sau, 1477. Das originale Saubanner befindet sich heute im Museum der Burg Zug.
1555 baute einer dieser Besitzer, Johannes Zurlauben, den heute noch sichtbaren Riegelbau auf die einstige Schildmauer.
Nach der aufwändigen Restaurierung von 1979 bis 1982 zeigt sich die Burg heute im Zustand um 1770.
Seit 1982 beherbergt sie das kulturgeschichtliche Museum von Stadt und Kanton Zug.